# Phrysapoderus
Phrysapoderus  es un género de coleópteros curculionoideos de la familia Attelabidae. Jekel describió el género en 1860 como parte de Apoderus. Esta es la lista de especies que lo componen:
- Phrysapoderus biguttatus Fabricius 1801
- Phrysapoderus crucifer
- Phrysapoderus pulchellus Pascoe, 1883